# Giovanni Marchelli
Giovanni Marchelli (1713 – 1764) è stato un matematico e gesuita italiano.

## Opere
- (LA) Index criticus vocum, Milano, Federico Agnello, 1753.
- Trattato del compasso di proporzione, Milano, Giuseppe Galeazzi, 1759.
- Trattato della sfera celeste, Milano, Giuseppe Galeazzi, 1761.